# The Brave Little Toaster
The Brave Little Toaster (A Torradeira Valente em Brasil, ou A Torradeirinha Valente como seu primeiro título para VHS e A Pequena Torradeira Valente como o seu título alternativo para DVD, e A Aventura na Cidade da Luz em Portugal) é um filme de animação estadunidense de 1987, baseado no livro homônimo de Thomas M. Disch. 
O filme conta a história de um grupo de eletrodomésticos, liderado pela torradeira epônima, e formado ainda por um aspirador de pó, um rádio, um abajur e um cobertor elétrico, que sai à procura de seu dono.
O filme teve duas sequências lançadas diretamente no mercado de vídeo doméstico nos Estados Unidos em 1997 e 1998: respectivamente, The Brave Little Toaster to the Rescue ("A Torradeira ao resgate") e The Brave Little Toaster Goes to Mars ("A Torradeira Valente Vai à Marte").